# Tobermory, Skottland
Tobermory är en ort i Storbritannien.   Den ligger i kommunen Argyll and Bute och riksdelen Skottland, i den nordvästra delen av landet, 700 km nordväst om huvudstaden London. Tobermory ligger 44 meter över havet och antalet invånare är 993. Den ligger på ön Inner Hebrides.
Terrängen runt Tobermory är lite kuperad. Havet är nära Tobermory norrut. Runt Tobermory är det mycket glesbefolkat, med 2 invånare per kvadratkilometer. Det finns inga andra samhällen i närheten. I omgivningarna runt Tobermory växer i huvudsak blandskog.